# أنكر جاكوبسن
أنكر جاكوبسن (بالدنماركية: Anker Jacobsen)‏ هو لاعب كرة مضرب دنماركي، ولد في 17 يوليو 1911، وتوفي في 1975.

## وصلات خارجية
- أنكر جاكوبسن على موقع رابطة محترفي التنس (الإنجليزية)
- أنكر جاكوبسن على موقع الاتحاد الدولي لكرة المضرب (الإنجليزية)
- أنكر جاكوبسن على موقع كأس ديفيز (الإنجليزية)
- أنكر جاكوبسن على موقع خلاصة التنس.كوم (الإنجليزية)